# Quando a Sorte Te Solta um Cisne Na Noite
| Críticas profissionais | Críticas profissionais |
| Avaliações da crítica  | Avaliações da crítica  |
| Fonte                  | Avaliação              |
| ---------------------- | ---------------------- |
| Allmusic               | [ 1 ]                  |
| ProgArchives           | (3.83/5)               |

Quando a Sorte Te Solta um Cisne Na Noite é o segundo álbum do aclamado músico e compositor mineiro Marco Antônio Araújo. Foi lançado em 1982, em formato LP, de forma independente por sua própria gravadora, a Strawberry Fields. Em 1994, o álbum foi relançado em CD, com 3 faixas bônus.

## Sobre o Álbum
A capa do álbum traz uma tela do artista Carlos Scliar chamada "Vinil Encerado Sobre Tela", que foi feita especialmente para o músico e inspirada em sua música. Dentro do disco, uma bela capa dupla colorida, havia um texto do próprio Marco falando de sua obra.
Conforme o site AllMusic.com, é neste álbum Marco Antônio Araújo utiliza um instrumento musical especial chamado Viola Grávida, que foi feito especialmente para o músico, e foi usado na faixa "Pop Music". Além disso, a música ""Ilustrações" foi composta para um trabalho de Alda Stutz, sua antiga amiga; foi uma homenagem à primeira pessoa que o encorajou a seguir uma carreira musical.

## Faixas
Todas as músicas compostas por Marco Antônio Araújo.
| Lado A |                                          |         |  |
| N.º    | Título                                   | Duração |  |
| 1.     | "Floydiana"                              | 7:10    |  |
| 2.     | "Alegria"                                | 4:03    |  |
| 3.     | "Quando A Sorte Solta Um Cisne Na Noite" | 7:27    |  |

| Lado B         |                |         |  |
| N.º            | Título         | Duração |  |
| 4.             | "Pop Music"    | 10:30   |  |
| 5.             | "Adágio"       | 3:30    |  |
| Duração total: | Duração total: | 32:40   |  |

| Faixas bônus (Relançamento em CD em 1994) |                                    |         |  |
| N.º                                       | Título                             | Duração |  |
| 6.                                        | "Ilustrações"                      | 4:23    |  |
| 7.                                        | "Cavaleiro + Trilha Balé Cantares" | 10:27   |  |
| 8.                                        | "Sonata Para Cello E Violão"       | 5:30    |  |
| Duração total:                            | Duração total:                     | 53:00   |  |

## Ficha Técnica
- Marco Antônio Araújo: Guitarra, Guitarra com Slide, Violão Ovation, Viola Grávida (faixa 5)
- Alexandre Araújo: Guitarra
- Max Magalhães: Piano
- Eduardo Delgado: Flauta
- Antônio Maria Viola: Violoncelo
- Ivan Correa: Baixo
- Mário Castelo: Bateria
- Sergio Gomes: Trompete